# Liste des romans d'OSS 117
 (février 2021).
Si vous disposez d'ouvrages ou d'articles de référence ou si vous connaissez des sites web de qualité traitant du thème abordé ici, merci de compléter l'article en donnant les références utiles à sa vérifiabilité et en les liant à la section « Notes et références ».
Cette page présente la liste des romans de la série OSS 117, sortie originellement aux éditions Fleuve noir dans les collections Spécial Police et  Espionnage puis aux Presses de la Cité d'abord dans la collection Un mystère, puis Espionnage. Les romans sont présentés par ordre chronologique de parution.

## Œuvres deJean Bruce
Romans parus de 1949 à 1963 (88 volumes dont 4 ne font pas partie de la série).

### Tu parles d'une ingénue
- Autre titre : Ici OSS 117
- Date de parution : 1949

### Tous des patates
- Autre titre : OSS 117 et Force Noire

### Une gosse qui charrie
- Autre titre : OSS 117 joue le jeu

### Trahison
- Date de parution : 1950
- Remarque : 8e roman des aventures de OSS 117
- Résumé :
  - Mise en place de l'intrigue : L'intrigue se déroule sur fond d'invasion du Tibet par l'armée chinoise.
  - Enquête et aventures : OSS 117 se fait passer pour l'ancien scientifique nazi Frank Reissl (à l'aide de la chirurgie esthétique) pour infiltrer une base soviétique dans l'Himalaya. Mr Smith espère ainsi empêcher la bonne fin du projet de l'URSS de mettre en orbite un satellite équipé d'un rayon de la mort ayant les capacités d'atteindre n'importe quel point du globe, pour soumettre le monde à l'Orient.

### Une vraie panthère
- Remarque : Hubert Bonisseur de la Bath n’apparaît pas dans ce roman. Il s'agit d'une aventure du détective Peter Larne de la Bath Detective Agency.

### L'arsenal sautera
- Date de parution : 1951, paru originellement en 1951 dans la collection Espionnage du Fleuve noir, puis réédité en 2006 par Michel Lafon dans un recueil contenant également le roman OSS 117 au Liban.
- Remarque : 14e roman des aventures de OSS 117
- Résumé : 
  - Mise en place de l'intrigue : L'histoire met assez bien en avant la géopolitique en Iran au début des années 1950. Hubert Bonisseur de la Bath, alias OSS 117, est aux prises avec les rivalités de la Guerre froide. L'histoire se déroule principalement en Iran.
  - Enquête et aventures : Chargé par ses supérieurs de mettre la main sur le contenu d'un accord secret passé entre l'URSS et le gouvernement iranien, l'agent secret ne tarde pas à découvrir que des agents secrets soviétiques et anglais semblent vouloir faire tomber le gouvernement de Téhéran, chacun pour ses propres intérêts. Il suit alors une belle espionne égyptienne, Karomana Korti, travaillant pour la Ligue arabe qui souhaite s'allier aux Soviétiques afin de favoriser le putsch prévu contre le gouvernement iranien en place. Tous les partis semblent vouloir que l'illustre sheik Bakthiari marche sur Téhéran. Bientôt, après avoir échappé aux pièges tendus à la fois par Norman Pantin, un agent britannique, et par Walter Krober, un agent soviétique, Hubert parvient, grâce à l'intermédiaire de Bakthiari, à prendre connaissance du texte du traité secret et découvre que les Soviétiques font le jeu des Anglais et cherchent à faire tomber le gouvernement de Téhéran pour envahir ensuite l'Iran conformément aux termes du traité.
  - Dénouement et révélations finales : Afin d'éviter cette prise de pouvoir par l'URSS de la région et de ses puits de pétrole, Hubert doit faire sauter un arsenal dont les armes, stockées à l'intérieur, doivent être livrées aux tribus kemsah du sud, afin que s'amorce la révolte populaire.
- Personnages principaux :
  - Hubert Bonisseur de la Bath
  - Karomana Korti
  - Frank Waites
  - Norman Pantin
  - Walter Krober
  - le sheik Bakhtiari
  - Bug, attaché militaire à l'ambassade des États-Unis en Iran
  - Studérus
  - Zorah Bakthiari
- Article connexe : SAS contre CIA, roman d'espionnage qui se déroule aussi en Iran.
- Lien externe : Publications en France (Bibliopoche)

### Une poule et des poulets
- Remarque : Hubert Bonisseur de la Bath n'apparait pas dans ce roman. Il s'agit d'une aventure du détective Peter Larne de la Bath Detective Agency.

### L'espionne s'évade
- Date de parution : 1951
- Remarque : 19e aventure de la série OSS 117, écrite par Jean Bruce et publiée pour la première fois au Fleuve noir en 1951, avant d'être rééditée plus tard aux Presses de la Cité.
- Résumé : 
  - Mise en place de l'intrigue : Hubert Bonisseur de la Bath a pour mission de récupérer auprès d'un célèbre écrivain une précieuse liste contenant les noms de vingt-cinq personnages américains se livrant à la vente d'informations secrètes aux Soviétiques. Mais une fois arrivé chez l'écrivain, Hubert le retrouve mort et sa maison en train de brûler.
  - Enquête et aventures : Il découvre qu'un certain Nicolas Vidin, un agent bulgare membre d'un réseau d'espionnage en territoire américain, est l'assassin et qu'il a volé la liste pour la mettre à l'abri de la CIA. Prétendument aidé par la séduisante Muriel Savory, elle-même agente du réseau de Vidin, Hubert va devoir traquer inlassablement ce dernier, échappant successivement à des bandits, à un terrible incendie, aux alligators des bayous de Floride et même à un singe furieux, afin de retrouver la liste.
  - Dénouement et révélations finales : -
- Personnages principaux :
  - Hubert Bonisseur de la Bath
  - Muriel Savory
  - M. Smith
  - Capitaine Howard
  - Nicolas Vidin
  - Frances Clavell
  - Mac Millan
  - Brian Cannon
  - M. Andrew
- Lien externe : Publications en France (Bibliopoche)

### OSS 117 contre X
- Date de parution : 1964
- Résumé :
  - Mise en place de l'intrigue : Deux savants allemands (nazis) réfugiés en Espagne ont mis au point un moteur révolutionnaire.
  - Enquête et aventures : OSS 117 va tenter de s'emparer des plans du moteur et il se heurte à la fois aux autorités espagnoles et à un réseau ennemi (soviétique ?)
  - Dénouement et révélations finales : la base secrète espagnole est détruite, les savants tués, mais les plans ont été détruits.

### Pays neutre
- Date de parution : 
  - 1952, Fleuve noir, collection Espionnage, n°22[1],
  - 1964, Presses de la cité, collection Espionnage.
- Résumé : 
  - Mise en place de l'intrigue : OSS 117 doit démanteler un réseau d'espionnage soviétique installé à Stockholm en Suède.
  - Enquête et aventures : -
  - Dénouement et révélations finales : -
- Personnages principaux :
  - Hubert Bonisseur de la Bath avec le pseudonyme Hubert de Bessancourt puis Gunner Vimmerby,
  - Muriel Savory avec le pseudonyme Karin Berwald : contact n°2,
  - Torf Meraak : officier des services de renseignement norvégiens,
  - Georges Mazel : directeur de l'agence Landsnorr, couverture du réseau,
  - Erik Molde : chef du contre-espionnage suédois.

### À qui perd gagne
- Date de parution : septembre 1952
- Remarque : Hubert Bonisseur de la Bath n'apparait pas dans ce roman. Il s'agit d'une aventure de Charles Baron.

### Sous peine de mort
- Date de parution : 1952, Presses de la Cité.
- Résumé : 
  - Mise en place de l'intrigue : Hubert Bonisseur de la Bath s'est fait passer pour Stefan Menzel, physicien allemand déclarant avoir conçu les premières soucoupes volantes, afin de s'infiltrer en Union soviétique.
  - Enquête et aventures : Mais son plan ne se déroule pas exactement comme prévu, et, après avoir été arrêté par la police secrète russe pour le meurtre d'un technicien allemand, il se retrouve face à un vieil ennemi et à un grave dilemme...
  - Dénouement et révélations finales : -
- Personnages principaux
  - Hubert Bonisseur de la Bath
  - Boris Tcherkessov
  - Stephan Menzel
  - Esther Lamm
  - Starki-politrouk (commissaire politique) Dantchenko
  - Isadora Kimiachvili
  - M. Smith
  - Capitaine Howard
- Lien externe : Publications en France (Bibliopoche)

### OSS 117 n'est pas mort
- Date de parution : 1953

### Bonne mesure
- Remarque : Hubert Bonisseur de la Bath n'apparait pas dans ce roman. Il s'agit d'une aventure de Charles Baron.

### OSS 117 s'en occupe
- Date de parution : Juin 1956, Presses de la Cité, Un mystère.
- Résumé :
  - Mise en place de l'intrigue : Hubert est envoyé en mission à Stalinabad au Tadjikistan (RSS 1929–1991) afin de recueillir des renseignements concernant le dernier modèle de fusée intercontinentale russe (surnommée "Purga") capable de transporter une bombe atomique sur 8000 kilomètres à la vitesse de 12 fois celle de la lumière, soit l'équivalent du projet Atlas en cours de développement. Il doit y rencontrer Luigi Monteleone, ancien collaborateur de Wernher von Braun.
  - Enquête et aventures :  OSS 117 est d'abord gêné dans sa mission par un agent de l'organisation Gehlen qui enquête sur le même sujet. Hubert est ensuite arrêté par le MVD alors qu'il est sur le point de récupérer des documents de Luigi Monteleone.
  - Dénouement et révélations finales : -->
- Remarque : Le chapitre 2 présente une carte géographique des Républiques socialistes soviétiques de Turkménie et Tadjikie et leurs frontières avec l'Iran, l'Afghanistan et le Pakistan.

### Atout cœur à Tokyo
- Date de parution : 1958
- Résumé :
  - Mise en place de l'intrigue : une secrétaire de l'ambassade US à Tokyo appelle au secours la CIA car elle est soumise à un chantage
  - Enquête et aventures :
  - Dénouement et révélations finales : la secrétaire agissait en fait pour le compte d'un espion coréen pour obtenir des renseignements sur une base militaire pour les revendre au plus offrant.

### Panique à Wake
- Date de parution : 1958, Presses de la Cité.
- Remarque : 63e aventure de la série OSS 117. La particularité de cette aventure est qu'elle est narrée par le héros lui-même, Hubert Bonisseur de la Bath (alias OSS 117), alors que les autres romans de la série sont écrits à la troisième personne. En outre, si le roman demeure un roman d'espionnage (le héros est un agent secret), de nombreux éléments de l'intrigue relèvent du roman policier. En effet, Hubert recherche ici le mystérieux auteur d'une suite de crimes discrets en travaillant par déductions et est également amené à résoudre plusieurs autres mystères inexplicables de la même façon, comme dans un polar classique.
- Résumé : 
  - Mise en place de l'intrigue : Hubert Bonisseur de la Bath s'éveille dans un avion de ligne, quelques minutes avant une escale sur l'île de Wake, en plein milieu du Pacifique. Très vite, des évènements étranges et inquiétants se produisent une fois l'île atteinte : un passager de l'avion, qui se révèle un cadre de la CIA, est retrouvé sans vie sur son siège.
  - Enquête et aventures : Plus tard, pendant la pause des passagers dans un restaurant de Wake, des sous-marins clandestins sont signalés autour de l'île et ne se retirent qu'après avoir bombardé l'île de produits chimiques destinés à plonger Wake dans un brouillard intense. Peu après, tous les passagers étant susceptibles d'avoir des informations sur la mort de l'agent de la CIA sont à leur tour mystérieusement éliminés. Hubert mène l'enquête.
  - Dénouement et révélations finales : -
- Personnages
  - Hubert Bonisseur de la Bath
  - Lily Carr : passager de l'avion, médecin et membre actif d'une association de secours aux enfants asiatiques sous-alimentés.
  - Kay Kirby : passager de l'avion, professeur de civilisation américaine de l'université d'Osaka.
  - Pearl Richardson : chef des hôtesses de l'air.
  - Michaël Marvin : adjoint de Burstrom.
  - Burke Burstrom : chef de la Sécurité Navale.
  - Anthony K. Flint : commandant de la base de l'île de Wake.
  - Mitzi : hôtesse en second, d'origine américano-japonais.
  - Paul Warren : passager de l'avion. Compatriote et journaliste.
  - James Kennedy : passager de l'avion. Chef adjoint des services japonais de la C.I.A. (Personnage visible dans le roman Atout cœur à Tokyo).
  - Douglas Campbell : passager de l'avion.
  - Major Gruening : médecin de l'île de Wake.
  - George Hildebrecht : steward de l'avion.
- Lien externe : Publications en France (Bibliopoche)

### Arizona zone A
- Parutions : 1er trimestre 1960 (Presses de la Cité) ; 1967 ; 1970 ; 1979[2].
- Résumé : Jean Bonisseur de la bath doit lutter contre une invasion extraterrestre…

### Agonie en Patagonie
- Date de parution : mars 1960
- Résumé :
  - Mise en place de l'intrigue : OSS 117 infiltre une organisation secrète, anciens nazis et péronistes, qui veut provoquer une guerre civile en Argentine
  - Enquête et aventures : un sous-marin venu de RDA est bloqué dans Golfo Nuevo par une avarie et il est traqué par la marine argentine. OSS 117 parvient à liquider l'organisation locale qui recevait et entreposait les armes destinées à la guérilla.
  - Dénouement et révélations finales : OSS 117 est tiré d'affaire par son équipier Enrique et il peut récupérer les documents qui permettront de faire échouer le soulèvement.

### OSS 117 à l'école
- Date de parution : 1961
- Résumé :
  - Mise en place de l'intrigue : les services soviétiques veulent recruter un professeur d'argot US pour former les futurs espions dans leur école de Vinnitsa.
  - Enquête et aventures : OSS 117 prend la place du mafioso pressenti, mais à Vinnitsa il est rapidement démasqué par les soviétiques qui le laissent faire pour essayer de lui fournir de faux renseignements sur leur école et son personnel
  - Dénouement et révélations finales : OSS 117 parvient à s'enfuir sur un bateau de croisière italien en compagnie de Polina Choubina, la directrice de l'école, qu'il pense avoir retournée mais qui agit sur ordre de son service

### Du lest à l'Est
- Date de parution : janvier 1961
- Résumé :
  - Mise en place de l'intrigue : OSS 117 neutralise un réseau terroriste nazi à Berlin

### Plein gaz pour OSS 117
- Date de parution : 1961

### OSS 117? Ici Paris
- Date de parution : 1er trimestre 1962.
- Personnages principaux : Hubert Bonisseur de la bath (OSS 117), Polina Choubina, Jo Forestier, le Pacha, Steffen Viasma, Hugo Hachmeister, Sacha Bounine.
- Résumé : 
  - Mise en place de l'intrigue : À l'occasion de la Crise de Bizerte qui empoisonne les relations franco-tunisiennes, le GRU soviétique veut faire croire au gouvernement français que les États-Unis discutent secrètement avec les Tunisiens pour évincer les Français ; en échange les Américains « prendront la place » des Français. Tout ceci aura pour but de créer le désordre dans les relations franco-américaines.
  - Enquête et aventures : Sacha Bounine, résident du GRU à Paris, fait rappeler Polina Choubina (déjà croisée dans un précédent roman de la collection) des États-Unis et la renvoie en France pour prendre contact avec le SDECE, qu'elle est chargée de manipuler. Les Américains demandent à OSS 177 de quitter sa résidence en Louisiane et de se rendre à Paris pour faire le point avec les informations qu'elle est censée apporter. OSS 117 ignore que Polina joue un rôle d'agent double. À Paris, Hubert est amené à suivre Steffen Viasma, un autre agent double. Il ignore que le GRU souhaite assassiner Viasma et faire porter les soupçons sur Hubert. Mais grâce au fait que Hubert ne boit pas une boisson qui avait reçue un puissant narcotique, il a l'occasion d'échapper à la mort. Il tue le tueur à gages (Hugo Hachmeister). Par la suite il combat dans un premier temps Jo Forestier, avant de découvrir que ce dernier est agent du SDECE. Les deux hommes font alors alliance et suivre la trace de Polina Choubina et de son agent traitant, Sacha Bounine. La traque les mènera jusque sur la Côte d'Azur, près de Saint-Tropez, où les deux agents soviétiques doivent embarquer dans un sous-marin soviétique.
  - Dénouement et révélations finales : Hubert et Jo font un coup de main sur la villa où se trouve l'équipe soviétique et les neutralise. Polina néanmoins réussit à se rendre sur le sous-marin et à quitter la France.

### OSS 117 au Liban
- Dates de parution : 1961, Presses de la Cité ; 2006 aux éditions Michel Lafon.
- Remarque : 84e roman de la série OSS 117
- Résumé : 
  - Mise en place de l'intrigue : Au Liban, après le coup d'état manqué du Parti social nationaliste syrien de 1961, deux mystérieux voleurs pénètrent dans la résidence de l'ambassadeur des États-Unis au Liban et, après avoir assassiné le gardien de la maison, dérobent un dossier secret. Hubert Bonnisseur de la Bath est chargé de retrouver ce dossier, identifié comme étant le dossier Ferguson, que pourrait utiliser le PPS durant le procès de plusieurs de ses membres afin de discréditer les États-Unis aux yeux du Liban et susciter la rupture des relations libano-américaines.
  - Enquête et aventures : Aidée de la charmante Rima Sabbag, Hubert réussit à retrouver l'un des voleurs du dossier Ferguson et parvient à le convaincre de le lui donner en échange d'une somme d'argent. Malheureusement, les choses tournent autrement pour l'agent américain et, capturé, il se rend vite compte que ce n'est pas le PPS qui désire mettre la main sur le dossier, mais un autre ennemi tout aussi redoutable.
  - Dénouement et révélations finales : -
- Personnages principaux 
  - Hubert Bonnisseur de la Bath
  - Rima Sabbag
  - Mahmoud Nagib, alias Le Borgne
  - L'Albinos
  - Elias Koussa
- Lien externe : Publications en France (Bibliopoche)

### Les Espions du Pirée
- Date de parution : 1962, Presses de la Cité
- Remarque : 85e aventure de la série OSS 117
- Résumé :
  - Mise en place de l'intrigue :
  - Enquête et aventures :
  - Dénouement et révélations finales : -->
- Personnages 
  - Hubert Bonisseur de la Bath, personnage principal, agent secret (Nicolas Higgins est son faux nom pour sa mission).
  - Enrique Sagarra, agent de la C.I.A.
- Lien externe : Publications en France (Bibliopoche)

### Valse viennoise pour OSS 117
- Date de parution : 1963

## Œuvres deJosette Bruce
Romans parus de 1966 à 1985 (143 volumes).
- Les anges de Los Angeles (1966)
- Halte à Malte
- Réseau zéro
- Palmarès à Palomarès
- Congo à gogo
- OSS 117 contre OSS
- Boucan à Bucarest
- Ombres chinoises sur Tanger
- Des pruneaux à Lugano
- Pas de roses à Ispahan
- Détour à Hambourg
- Avanies en Albanie
- Tornade pour OSS 117
- Coup d'État pour OSS 117
- Sarabande à Hong-Kong
- Surprise-partie en Colombie
- Finasseries finlandaises
- Interlude aux Bermudes
- Vacances pour OSS 117
- Médaille d'or pour OSS 117
- Spatiale dernière
- Jeux de malins à Berlin
- OSS 117 récolte la tempête
- Magie blanche pour OSS 117
- Gare aux Bulgares
- Zizanie en Asie
- Un soir en Côte-d'Ivoire
- Dans le mille au Brésil
- La Rage au Caire
- Alibi en Libye
- Mission 117 pour OSS 117
- Coup de dingue à St-Domingue
- OSS 117 chez les hippies
- OSS 117 s'expose
- Méli-mélo à Porto-Rico
- OSS 117 en Péril
- OSS 117 traque le traître
- Chassé-croisé pour OSS 117
- OSS 117 joue de la Polonaise
- OSS 117 aime les Portugaises
- OSS 117 voit tout en noir
- OSS 117 malaise en Malaysia
- OSS 117 part en fumée
- Du sang chez les Afghans
- OSS 117 liquide
- Balade en Angola
- Intermède en Suède
- Maldonne à Lisbonne
- Hécatombe pour OSS 117
- Ramdam à Lausanne
- Traîtrise à Venise
- Dérive sur Tananarive
- Péril sur le Nil
- OSS 117 cherche des crosses
- Frénésie à Nicosie
- Sérénade espagnole pour OSS 117
- Matin calme pour OSS 117
- Autopsie en Tunisie
- TNT à la Trinité
- OSS 117 dans le brouillard
- Pleins tubes sur le Danube
- OSS 117 riposte
- OSS 117 sur la brèche
- Plaies et bosses à Mykonos
- OSS 117 aux commandes en Thaïlande
- Tango sur une corde à piano
- Franc et fort à Francfort
- OSS 117 gagne son pari à Paris
- OSS 117 et la bombe de Bombay
- OSS 117 en conflit à Bali
- OSS 117 entre en lice à l'île Maurice
- Plein chaos chez Mao
- Durs à cuire à Curaçao
- Cavalcade à Rio
- Trois Maltaises pour OSS 117
- OSS 117 fin prêt à Taipeh
- Ultimatum pour OSS 117
- Rencontres à Ibiza pour OSS 117
- Safari pour OSS 117
- Corps à corps pour OSS 117
- OSS 117 sur un volcan à Abidjan
- OSS 117 pêche en Islande
- Tête de Turc en Turquie
- Coup d'éclat à Prétoria
- OSS 117 dernier sursis en Yougoslavie
- Coup de barre à Bahrein
- OTAN pour OSS 117
- Coup de main pour OSS 117
- Perfidies en Birmanie pour OSS 117
- Dernier round au Cameroun
- Dérapage en Alaska
- Vol de Noël pour OSS 117
- Coup de projecteur pour OSS 117
- Croisière atomique pour OSS 117
- Imbroglio pour OSS 117
- À feu et à sang pour OSS 117
- OSS 117 gagne la belle
- Combat dans l'ombre pour OSS 117
- OSS 117 joue les mercenaires
- Plan d'urgence pour OSS 117
- Choc à Bangkok pour OSS 117
- Panique en Afrique pour OSS 117
- Bagarre au Gabon pour OSS 117
- OSS 117 remporte la palme au Népal
- OSS 117 sème la désunion à la Réunion
- OSS 117 compte les coups
- Déluge à Delhi pour OSS 117
- OSS 117 chez les sorciers
- Coup de masse aux Bahamas
- OSS 117 mise en scène au Sénégal
- Accrochage sur l'Acropole pour OSS 117
- Rallye pour OSS 117
- OSS 117 au finish
- Coup d'arnaque au Danemark
- Sans fleurs ni Floride pour OSS 117
- OSS 117 arrête le massacre
- OSS 117 ne perd pas la tête
- Folies en Italie pour OSS 117
- Alarme en Afrique australe pour OSS 117
- Salades maltaises pour OSS 117
- Panique à la Martinique pour OSS 117
- Coup de sang à Ceylan pour OSS 117
- Cauchemar irlandais pour OSS 117
- OSS 117 sur un volcan
- Sarabande pour OSS 117
- OSS 117 au Levant
- S.O.S. Brésil pour OSS 117
- California zéro pour OSS 117
- Coup de poker pour OSS 117
- K.O. à Tokyo pour OSS 117
- Casse-tête chinois pour OSS 117
- Pas de pigeon à Venise pour OSS 117
- Hallali en Australie pour OSS 117
- Que viva Mexico OSS 117
- Québec point zéro pour OSS 117
- Commando fantôme pour OSS 117
- Tuerie en Turquie
- L'Enfer du désert pour OSS 117
- OSS 117 traqué à l'île de Pâques
- Piège à Berlin pour OSS 117
- Mission pyramides pour OSS 117
- Priorité absolue pour OSS 117
- Anathème à Athènes pour OSS 117

## Œuvres deFrançois et Martine Bruce
Romans parus sous le titre : Les Nouvelles Aventures d'OSS 117, de 1987 à 1992 (24 volumes).